# Сен-Реми-ле-Пти
Сен-Реми́-ле-Пти́ (фр. Saint-Remy-le-Petit) — коммуна во Франции, находится в регионе Шампань — Арденны. Департамент коммуны — Арденны. Входит в состав кантона Асфельд. Округ коммуны — Ретель.
Код INSEE коммуны — 08397.
Коммуна расположена приблизительно в 155 км к северо-востоку от Парижа, в 55 км севернее Шалон-ан-Шампани, в 55 км к юго-западу от Шарлевиль-Мезьера.

## Население
Население коммуны на 2008 год составляло 40 человек.
| 1962 | 1968 | 1975 | 1982 | 1990 | 1999 | 2008 |
| ---- | ---- | ---- | ---- | ---- | ---- | ---- |
| 59   | 62   | 54   | 38   | 32   | 36   | 40   |

## Администрация
| Период | Период | Фамилия         | Партия | Должность |
| ------ | ------ | --------------- | ------ | --------- |
| 2001   | 2008   | Лионель Леруа   |        |           |
| 2008   |        | Мириам Лафонтен |        |           |

## Экономика

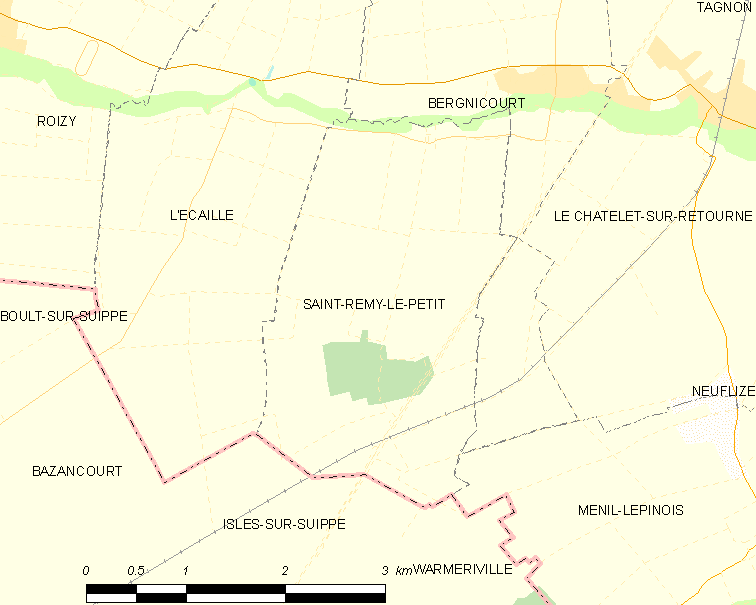
Карта коммуны

В 2007 году среди 21 человека в трудоспособном возрасте (15—64 лет) 17 были экономически активными, 4 — неактивными (показатель активности — 81,0 %, в 1999 году было 81,0 %). Из 17 активных работали 16 человек (9 мужчин и 7 женщин), безработной была 1 женщина. Среди 4 неактивных 1 человек был учеником или студентом, 2 — пенсионерами, 1 был неактивным по другим причинам.